# Estadio municipal La Puentecilla
El estadio municipal La Puentecilla (renombrado el 10 de agosto de 1971 como estadio municipal Antonio Amilivia), fue un estadio de fútbol situado en el Barrio La Puentecilla, en la ciudad de León, España. Fue utilizado como sede de la Cultural y Deportiva Leonesa. 
En los terrenos donde se ubicaba el estadio se erigieron varios edificios de viviendas y oficinas.

## Historia
La Cultural y Deportiva Leonesa logró el ascenso a la Primera División en la temporada 1954-1955. Pronto se manifestó la necesidad de construir un nuevo estadio de fútbol, acorde con la categoría futbolística y para satisfacer la gran afluencia de público. 
El Ayuntamiento de León tomó la iniciativa y mandó construir un nuevo estadio en un tiempo récord: las obras solo se prolongaron durante tres meses. 
El 23 de octubre de 1955 se inauguró el estadio municipal La Puentecilla, siendo el primer partido entre la Cultural y Deportiva Leonesa y el Athletic Club (1-3) en Primera División. Ese día también se registró la mayor entrada de asistentes en la historia del deporte leonés, con 27.428 espectadores. La Cultural y Deportiva Leonesa recaudó en ese partido la cifra de 1.083.044 pesetas.
El 10 de agosto de 1971, el Consistorio de León renombró el estadio como estadio municipal Antonio Amilivia. Esta petición fue solicitada por Ángel Panero, presidente del equipo en ese entonces. Antonio Amilivia (abuelo del exalcalde popular de León Mario Amilivia) cogió al equipo en Tercera División y, en menos de un lustro, situó al club en la élite del fútbol español: la Primera División.
La Cultural y Deportiva Leonesa siguió utilizando este estadio para disputar sus partidos como equipo local hasta 1998.
El 31 de octubre de 1998, el estadio Antonio Amilivia fue escenario de un partido de fútbol por última vez, antes de ser demolido para construir bloques de viviendas en su lugar. La clausura del Antonio Amilivia tuvo un broche de oro con la conmemoración del 75 aniversario de la fundación del club leonés y la contundente victoria sobre el Barakaldo Club de Fútbol (4-1). Así se despidió el público del campo, después de 43 años al servicio de la Cultural y Deportiva Leonesa en cuatro categorías futbolísticas distintas: Tercera División, Segunda División B, Segunda División y Primera División.